# イグナリナ
イグナリナ（リトアニア語: Ignalina、 発音）は、リトアニア東部の都市。
イグナリナ原子力発電所で有名であるが、この発電所はイグナリナではなく近くのヴィサギナスにある。
イグナリナの語源は、イグナス (Ignas) という男性とリナス (Linas) という女性のカップルのそれぞれの名前であると言われている。
考古学的見地から、石器時代からこのあたりには人が住んでいたことが明らかとなっているが、イグナリナという地名が初めに言及されたのは1810年になってからのことであった。
1866年、ワルシャワ＝サンクトペテルブルク鉄道が敷設され、街は発展し始める。当時は新興工業都市として発展したが現在では観光地として見なされており、アウクシュタイティヤ国立公園への観光客が多い。